# Rokas Gustys
Rokas Gustys (Kaunas, 22 agosto 1994) è un cestista lituano.